# Lill-Ramsjön
Lill-Ramsjön är en sjö i Vindelns kommun i Västerbotten och ingår i Umeälvens huvudavrinningsområde. Sjön har en area på 1,05 kvadratkilometer och ligger 193,9 meter över havet. Sjön avvattnas av vattendraget Ramsan.

## Delavrinningsområde
Lill-Ramsjön ingår i det delavrinningsområde (711906-167162) som SMHI kallar för Utloppet av Lill-Ramsjön. Medelhöjden är 203 meter över havet och ytan är 4,4 kvadratkilometer. Räknas de 16 avrinningsområdena uppströms in blir den ackumulerade arean 247,87 kvadratkilometer. Ramsan som avvattnar avrinningsområdet har biflödesordning 2, vilket innebär att vattnet flödar genom totalt 2 vattendrag innan det når havet efter 81 kilometer. Avrinningsområdet består mestadels av skog (55 procent). Avrinningsområdet har 1,06 kvadratkilometer vattenytor vilket ger det en sjöprocent på 24,1 procent.